# Ulrike Witten
Ulrike Witten (* 1982 in Leipzig) ist eine deutsche evangelische Religionspädagogin und Professorin an der Ludwig-Maximilians-Universität München.

## Leben
Witten studierte Evangelische Theologie, Geschichte und Erziehungswissenschaften in Leipzig und promovierte danach in Leipzig anhand der Lebensläufe von Elisabeth von Thüringen, Florence Nightingale und Mutter Teresa zum „Diakonischen Lernen an Biographien“, wofür ihr im Jahr 2013 der Dr. phil. verliehen wurde. Parallel hatte sie von 2009 bis 2012 am Herder-Gymnasium in Halle (Saale) ihr Studienreferendariat absolviert und 2012 das Zweite Staatsexamen für das Lehramt an Gymnasien abgelegt.
Von 2012 bis 2021 war sie, neben einer vorübergehenden Tätigkeit als Lehrerin am Elisabeth-Gymnasium Halle (Saale) (2013–2014) in verschiedenen Funktionen als Mitarbeiterin an der Theologischen Fakultät Halle tätig. Dort habilitierte sie sich 2020 mit einer Arbeit zur Inklusion in der Religionspädagogik.
Von April 2021 bis Februar 2023 war Witten Professorin für Evangelische Religionspädagogik an der Fakultät für Geschichtswissenschaft, Philosophie und Theologie der Universität Bielefeld, seit Februar 2023 ist sie Professorin für Religionspädagogik und Didaktik des Religionsunterrichts an der Evangelisch-theologischen Fakultät in München.
Schwerpunkte ihrer religionspädagogischen und -didaktischen Forschung sind, neben dem biographisch orientierten Lernen, der diakonischen Bildung und der Inklusionstheorie, insbesondere die Wahrnehmung von und der Umgang mit religiöser und weltanschaulicher Heterogenität und die Kinder- und Kindheitsforschung.
Witten ist seit 2017 Mitherausgeberin der Zeitschrift Religion betrifft uns sowie seit 2022 Mitherausgeberin von Theo-web. Zeitschrift für Religionspädagogik. 
Seit 2022 gehört sie zum neuen 
Kammernetzwerk der Evangelische Kirche in Deutschland im Bereich Bildung II: Nachhaltige Entwicklung. Ebenfalls seit 2022 ist sie stellvertretende Vorsitzende der Gesellschaft für wissenschaftliche Religionspädagogik (GwR).

## Auszeichnungen
- Hanna-Jursch-Preis 2016 für die Dissertation Diakonisches Lernen an Biographien. Elisabeth von Thüringen, Florence Nightingale, Mutter Teresa.
- Christian-Wolff-Preis der Martin-Luther-Universität Halle-Wittenberg 2022 für die Habilitationsschrift Inklusion und Religionspädagogik. Eine wechselseitige Erschließung.

## Ausgewählte Publikationen

### Buchpublikationen
- Inklusion und Religionspädagogik. Eine wechselseitige Erschließung. Stuttgart 2021. (= Religionspädagogik innovativ, 38), ISBN 978-3-17-039650-0
- als Herausgeberin, zusammen mit Michael Domsgen: Religionsunterricht im Plausibilisierungsstress: Interdisziplinäre Perspektiven auf aktuelle Entwicklungen und Herausforderungen. Bielefeld 2022, ISBN 978-3-8394-5780-1
- mit Johannes Träger, David Käbisch, Jens Palkowitsch-Kühl (2015): Luthers Meisterwerk – eine Bibelübersetzung macht Karriere: Bausteine für den Religionsunterricht in der Sekundarstufe I, Göttingen: Vandenhoeck & Ruprecht, ISBN 978-3-525-77014-6.
- Diakonisches Lernen an Biographien. Elisabeth von Thüringen, Florence Nightingale, Mutter Teresa. Leipzig 2014. (= Arbeiten zur Praktischen Theologie, 56), ISBN 978-3-374-03884-8

### Zeitschriftenbeiträge
- Das Böse in der Bibel. Seine narrative Funktion aus theologischer Perspektive und die Verarbeitung in biblischen Geschichten für Kinder. In: Kinder-/Jugendliteratur und Medien in Forschung, Schule und Bibliothek 4 (2021), 18–26.
- Barrierefrei im Digitalen? Behindertwerden sowie Möglichkeiten der Überwindung von Barrieren im Kontext des Digitalen. In: Zeitschrift für Disability Studies 1 (2021).
- Religionspädagog*innen als Vorbilder – Religionspädagogik an Biographien lernen? In: Katechetische Blätter 1 (2021), 75–77.
- Identitätsarbeit in sozialen Netzwerken. Erfahrungen mit Inklusion und Exklusion im Kontext des Digitalen. In: Menschen. Zeitschrift für gemeinsames Leben, Lernen und Arbeiten 3/4 (2021), 53–59.
- Die Friedliche Revolution als Thema im Religionsunterricht. Didaktische Perspektiven. In: Zeitschrift für Pädagogik und Theologie 1 (2019), 49–59.
- Geschichte der Diakonie (Teil 2). In: Theologische Rundschau 3 (2016), 306–331.
- Geschichte der Diakonie (Teil 1). In: Theologische Rundschau 2 (2016), 179–209.